# Municipalità di Leichhardt
La municipalità di Leichhardt è una local government area che si trova nel Nuovo Galles del Sud. Si estende su una superficie di 11 chilometri quadrati e ha una popolazione di 55.596 abitanti. La sede del consiglio si trova a Leichhardt.

## Sobborghi
La municipalità comprende i sobborghi di:
- Annandale
- Balmain
- Balmain East
- Birchgrove
- Cockatoo Island
- Leichhardt
- Lilyfield
- Rozelle

## Consiglio
Il consiglio della municipalità di Leichhardt è composto da dodici consiglieri eletti con il metodo proporzionale in quattro distretti elettorali. Il sindaco viene eletto in maniera indiretta dal consiglio.

### Distretti Elettorali
- Birrabirragal/Balmain (3 consiglieri)
- Eora/Leichhardt-Lilyfield (3 consiglieri)
- Gadigal/Annandale-Leichhardt (3 consiglieri)
- Wangal/Rozelle-Lilyfield (3 consiglieri)